# Hieronim Lipiński
Hieronim Lipiński herbu Rawicz – łowczy bracławski w 1677 roku, porucznik husarii armii koronnej w wyprawie mołdawskiej 1686 roku.
Był porucznikiem kohorty pancernej kasztelana krakowskiego Stanisława Warszyckiego. W 1683 dowodził chorągwią husarską koronną miecznika koronnego Michała Warszyckiego.